# Bani (sikhismo)

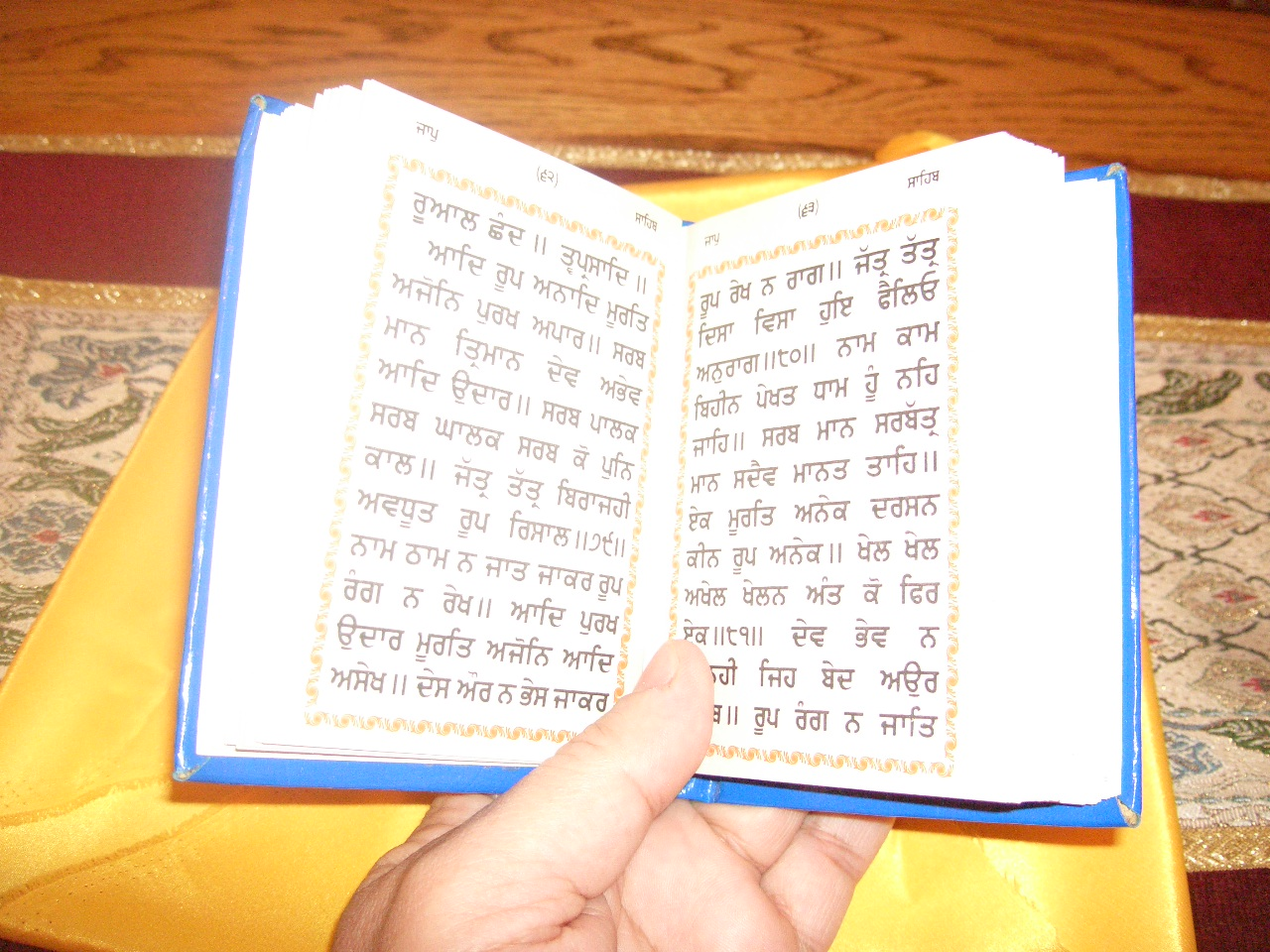
Bani in un libro religioso sikh.

Bani è una parola comune che i credenti sikh usano come abbreviazione di gurbani; questo termine si riferisce alle composizioni dei guru del sikhismo e agli scritti dei Bhagat, i poeti, i cui inni si trovano nel libro sacro dei sikh Guru Granth Sahib. Bani deriva dal sanscrito vani e significa voce, parola. Vi sono cinque Bani che sono delle preghiere da recitare quotidianamente da parte dei credenti sikh. I bani possono trattare anche degli scritti del Dasam Granth. Per i sikh, le paole dei guro sono considerate rivelate da dio. I guru non sono né degli avatar, né dei profeti. I bani sono le parole, i comandamenti divini rivelati tramite la mediazione dei guru.